# Sonchis din Sais

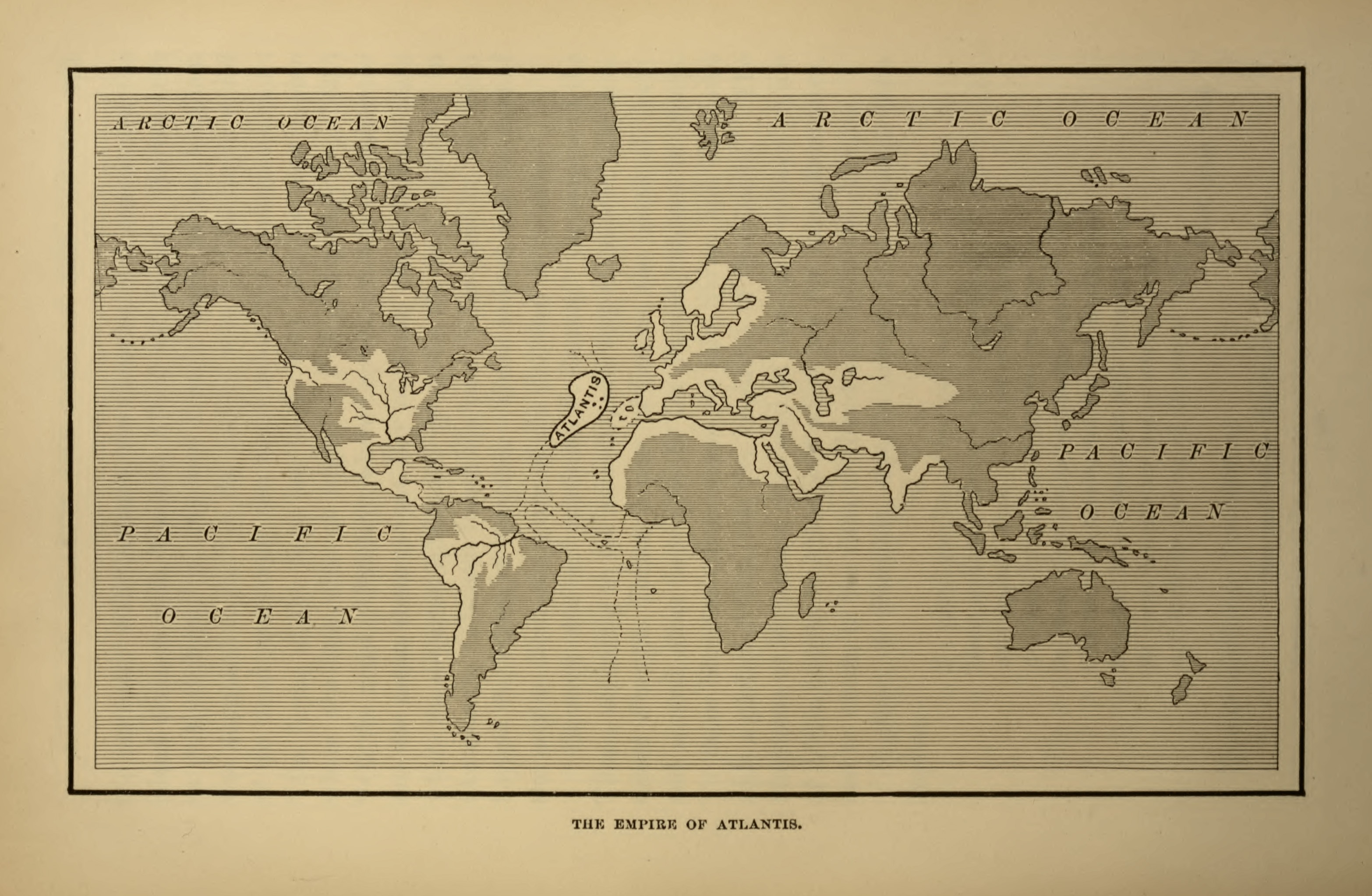
Harta (1882) Atlantidei și a posibilelor teritorii ocupate.

Sonchis din Sais (greacă: Σῶγχις ὁ Σαΐτης) a fost un preot egiptean din secolul al VI-lea î.Hr. care este menționat în scrierile grecești pentru relatările sale despre Atlantida. Statutul său de figură istorică este o chestiune dezbătută.
În dialogurile dintre Timaios și Critias ale lui Platon, scrise în jurul anului de 360 î.Hr., se referă (prin vocea lui Critias) cum Solon, om de stat atenian, (638 - 558 î.Hr.), a călătorit în Egipt și în orașul Sais i-a întâlnit pe preoții zeiței Neith. Un preot în vârstă îi relatează că acum 9.000 de ani, Atena a fost în conflict cu o mare putere, Atlantida, care a fost distrusă de o catastrofă.
Platon nu menționează numele acestui preot, dar Plutarh (46 - 120 d.Hr.) în lucrarea sa Viața lui Solon îl numește Sonchis.
Plutarh oferă o descriere mai detaliată cu privire la filosofii greci care au vizitat Egiptul și au primit sfaturi de la preoții egipteni în cartea sa despre Isis și Osiris. Astfel, Thales, Eudoxus, Solon, Pitagora și Platon, au călătorit în Egipt și au conversat cu preoții. Eudoxus a fost instruit de către Chonupheus din Memphis, Solon de Sonchis din Sais și Pitagora pe Oenuphis din Heliopolis.